# Satz von Mittag-Leffler
Der Satz von Mittag-Leffler ist ein nach dem Mathematiker Magnus Gösta Mittag-Leffler benannter Satz der Funktionentheorie. In seiner anwendungsorientierten Formulierung garantiert er die Existenz bestimmter meromorpher Funktionen.

## Satz
Sei {\displaystyle (p_{n})} eine diskrete Folge paarweise verschiedener komplexer Zahlen ohne Häufungspunkt in {\displaystyle \mathbb {C} }. Dann existiert eine auf {\displaystyle \mathbb {C} \backslash \{p_{n}\mid n\in \mathbb {N} \}} holomorphe Funktion, die Pole genau an den Stellen {\displaystyle p_{n}} hat und dort jeweils einen vorgegebenen Hauptteil aufweist. Das heißt, zu jedem dieser {\displaystyle p_{n}} kann man ein Polynom {\displaystyle P_{n}(z)} ohne konstanten Term wählen, nach dem Satz von Mittag-Leffler existiert eine meromorphe Funktion, deren Laurententwicklung auf einer gelochten Kreisscheibe um {\displaystyle p_{n}} gerade den Hauptteil {\displaystyle P_{n}({\tfrac {1}{z-p_{n}}})} besitzt. Insbesondere die Grade der Polynome und damit die Ordnungen der Polstellen können frei gewählt werden.
An Stelle von Polynomen können auch allgemeiner ganze Funktionen (also Potenzreihen, die auf ganz {\displaystyle \mathbb {C} } konvergieren) ohne konstanten Term gewählt werden. Die resultierende Funktion hat aber im Fall nicht abbrechender Potenzreihen wesentliche Singularitäten und ist daher nur für Polynome meromorph.

## Methode der konvergenzerzeugenden Summanden
Der Fall endlich vieler Polstellen ist trivial, denn dann kann man einfach die endliche Summe der {\displaystyle P_{n}({\tfrac {1}{z-p_{n}}})} als Lösung nehmen.
Wir setzen daher für das Folgende voraus, dass die Anzahl der Polstellen unendlich ist, wählen {\displaystyle p_{0}=0} (falls in 0 keine Polstelle vorliegt, setzen wir {\displaystyle P_{0}=0}) und ordnen die Polstellen so, dass {\displaystyle |p_{n}|\leq |p_{n+1}|} für alle {\displaystyle n} gilt. Da die Polstellenmenge diskret ist, folgt daraus {\displaystyle p_{n}\to \infty }.
Der oben betrachtete Fall endlich vieler Polstellen legt den Ansatz nahe, auch hier die Hauptteile einfach zu addieren, das heißt {\displaystyle \textstyle f(z)=\sum _{n=0}^{\infty }P_{n}({\tfrac {1}{z-p_{n}}})=P_{0}({\tfrac {1}{z}})+\sum _{n=1}^{\infty }P_{n}({\tfrac {1}{z-p_{n}}})} zu bilden. Es stellt sich dann die Frage nach der Konvergenz der Reihe bezüglich der kompakten Konvergenz. Das ist zunächst einmal ein geeigneter Konvergenzbegriff, denn zu jeder kompakten Menge in {\displaystyle \mathbb {C} } gibt es wegen {\displaystyle p_{n}\to \infty } einen Index {\displaystyle n_{0}}, sodass alle {\displaystyle p_{n}} mit {\displaystyle n\geq n_{0}} außerhalb dieser kompakten Menge liegen und daher die gleichmäßige Konvergenz der Restsumme {\displaystyle \textstyle \sum _{n=n_{0}}^{\infty }P_{n}({\tfrac {1}{z-p_{n}}})} auf dieser kompakten Menge betrachtet werden kann. Es stellt sich nun heraus, dass obiger Ansatz im Allgemeinen nicht konvergiert.
Daher versucht man als Nächstes, die Summanden geeignet anzupassen. Für {\displaystyle n>0} sind die Funktionen {\displaystyle \textstyle z\mapsto P_{n}({\tfrac {1}{z-p_{n}}})} holomorph um 0 und haben daher eine Taylor-Reihe {\displaystyle z\mapsto T_{n}(z)} in 0. Sei {\displaystyle T_{n,m}} das Taylor-Polynom vom Grad {\displaystyle m}, das heißt der Anfang der Taylor-Reihe bis zur {\displaystyle m}-ten Potenz. Die Idee besteht nun darin, die Summanden {\displaystyle P_{n}({\tfrac {1}{z-p_{n}}})} durch {\displaystyle P_{n}({\tfrac {1}{z-p_{n}}})-T_{n,m_{n}}(z)} zu ersetzen, wobei die {\displaystyle m_{n}} so gewählt werden, dass dadurch Konvergenz erzeugt wird. Da die {\displaystyle T_{n,m_{n}}(z)} als Polynome holomorph sind, ändert sich nichts an den Hauptteilen. Dies führt tatsächlich zum Erfolg und heißt in naheliegender Weise Methode der konvergenzerzeugenden Summanden. Mit den hier eingeführten Bezeichnungen gilt:
- Es gibt Zahlen {\displaystyle m_{n}}, sodass

{\displaystyle f(z):=P_{0}({\tfrac {1}{z}})+\sum _{n=1}^{\infty }(P_{n}({\tfrac {1}{z-p_{n}}})-T_{n,m_{n}}(z))}
kompakt konvergiert. Die Funktion {\displaystyle f} ist dann meromorph mit Polstellen genau in den vorgegebenen Punkten {\displaystyle p_{n}} und hat dort die Hauptteile {\displaystyle P_{n}({\tfrac {1}{z-p_{n}}})}.
Es ist auch {\displaystyle m_{n}=-1} erlaubt, nämlich dann, wenn eine Anpassung des Summanden durch ein Taylor-Polynom nicht nötig ist.

## Beispiele
- Im folgenden einfachen Beispiel erhält man die sogenannte Partialbruchzerlegung einer Funktion. Betrachte {\displaystyle \textstyle f(z)=\pi ^{2}/(\sin(\pi z))^{2}}. {\displaystyle f} besitzt genau in den ganzen Zahlen Pole zweiter Ordnung. Der Ansatz, als Polynome einfach {\displaystyle z^{2}} und somit für die Hauptteile in {\displaystyle n\in \mathbb {Z} } gerade den Term {\displaystyle 1/(z-n)^{2}} zu wählen, führt zu {\displaystyle \textstyle \sum _{n=-\infty }^{\infty }1/(z-n)^{2}}. Es lässt sich zeigen, dass diese Summe schon konvergiert. Insbesondere werden keine konvergenzerzeugenden Summanden benötigt. Es stellt sich heraus, dass die Summe tatsächlich gegen {\displaystyle f} konvergiert, das heißt, es gilt:[2]

{\displaystyle \pi ^{2}/(\sin(\pi z))^{2}=\sum _{n=-\infty }^{\infty }1/(z-n)^{2}}
- Gibt man für {\displaystyle n\in \mathbb {Z} } nur einfache Polynome mit Residuum 1 vor, so hat man die Hauptteile {\displaystyle {\tfrac {1}{z-n}}}, deren Summe nicht konvergiert. Für {\displaystyle n\neq 0} ist {\displaystyle -{\tfrac {1}{n}}} das 0-te Taylor-Polynom zu {\displaystyle z\mapsto {\tfrac {1}{z-n}}} und man kann zeigen, dass die Reihe {\displaystyle {\tfrac {1}{z}}+\sum _{n\in \mathbb {Z} ,n\neq 0}({\tfrac {1}{z-n}}+{\tfrac {1}{n}})} tatsächlich konvergiert. Man kann dann sogar zeigen:[3]

{\displaystyle \pi \cot(\pi z)={\frac {1}{z}}+\sum _{n\in \mathbb {Z} ,n\neq 0}({\frac {1}{z-n}}+{\frac {1}{n}})}

## Verallgemeinerung auf riemannsche Flächen
Zur Verallgemeinerung auf riemannsche Flächen müssen wir eine verallgemeinerungsfähige Formulierung finden. Zu diesem Zweck werfen wir einen neuen Blick auf die Situation des Satzes.
Da die Folge {\displaystyle (p_{n})_{n}} in obigem Satz diskret ist, kann man um jeden Punkt {\displaystyle p_{n}} eine offene Umgebung {\displaystyle U_{n}} finden, die keine weiteren dieser Punkte enthält. Durch eventuelle Vergrößerung der {\displaystyle U_{n}} oder durch Hinzunahme weiterer Punkte (mit geeigneten offenen Umgebungen), für die man die Hauptteil-Polynome 0 wählt, kann man annehmen, dass {\displaystyle {\mathcal {U}}=(U_{n})_{n}} eine offene Überdeckung von {\displaystyle \mathbb {C} } ist und jedes {\displaystyle U_{n}} aus der vorgegebenen Folge nur den Punkt {\displaystyle p_{n}} enthält. Setzt man {\displaystyle f_{n}=P_{n}({\tfrac {1}{z-p_{n}}})}, so sind die Hauptteile {\displaystyle f_{n}} meromorph und die Differenzen {\displaystyle f_{n}-f_{m}\colon U_{n}\cap U_{m}\to \mathbb {C} } sind holomorph. Obiger Satz von Mittag-Leffler besagt nun, dass es eine (globale) meromorphe Funktion {\displaystyle f} gibt, sodass alle Differenzen {\displaystyle f|_{U_{n}}-f_{n}} auf {\displaystyle U_{n}} holomorph sind, genauer: holomorph ergänzt werden können (siehe riemannscher Hebbarkeitssatz). {\displaystyle f|_{U_{n}}} bezeichnet dabei die Einschränkung der Funktion auf die angegebene Menge. Das motiviert folgende Begriffsbildung.
Für eine riemannsche Fläche {\displaystyle X} seien {\displaystyle {\mathcal {O}}} und {\displaystyle {\mathcal {M}}} die Garben der holomorphen bzw. meromorphen Funktionen. Eine Mittag-Leffler-Verteilung ist eine Familie {\displaystyle f_{n}\in {\mathcal {M}}(U_{n})} meromorpher Funktionen auf offenen Mengen {\displaystyle U_{n}\subset X}, sodass {\displaystyle (U_{n})_{n}} eine offene Überdeckung von {\displaystyle X} ist und {\displaystyle f_{n}-f_{m}\in {\mathcal {O}}(U_{n}\cap U_{m})} für alle {\displaystyle n\neq m} gilt. Eine Lösung einer solchen Mittag-Leffler-Verteilung ist eine global definierte meromorphe Funktion {\displaystyle f\in {\mathcal {M}}}, sodass alle {\displaystyle f|_{U_{n}}-f_{n}\colon U_{n}\to \mathbb {C} } holomorph auf ganz {\displaystyle U_{n}} fortgesetzt werden können. Mit diesen Begriffsbildungen gilt:
- Auf einer nicht-kompakten riemannschen Fläche ist jede Mittag-Leffler-Verteilung lösbar.[4]

Auf kompakten riemannschen Flächen sind die Verhältnisse komplizierter, wie nun ausgeführt wird. In Fortführung obiger Begriffsbildungen ist klar, dass für eine Mittag-Leffler-Verteilung {\displaystyle \mu =(f_{n})_{n}} die Familie {\displaystyle \delta \mu :=((f_{n}-f_{m})|_{U_{n}\cap U_{m}})_{n,m}} einen Kozykel aus {\displaystyle Z^{1}({\mathcal {U}},{\mathcal {O}})} und somit ein mit {\displaystyle [\delta \mu ]} bezeichnetes Element in der Garbenkohomologiegruppe {\displaystyle H^{1}(X,{\mathcal {O}})} definiert. Das Kriterium
- Eine Mittag-Leffler-Verteilung {\displaystyle \mu } einer riemannschen Fläche {\displaystyle X} ist genau dann lösbar, wenn {\displaystyle [\delta \mu ]\in H^{1}(X,{\mathcal {O}})} das Nullelement ist.[5]

ist vor dem Hintergrund dieser Begriffsbildungen nicht sehr tiefsinnig, zeigt aber den Unterschied zwischen kompakten und nicht-kompakten riemannschen Flächen. Für nicht-kompakte riemannsche Flächen gilt stets {\displaystyle H^{1}(X,{\mathcal {O}})=0}, weshalb obiger Satz für nicht-kompakte riemannsche Flächen gilt. Für kompakte riemannsche Flächen mit Geschlecht {\displaystyle g\geq 1} ist das nicht der Fall. In der Tat ist {\displaystyle g=\mathrm {dim} H^{1}(X,{\mathcal {O}})} eine der möglichen äquivalenten Definitionen des Geschlechts für riemannsche Flächen, und daher kann man für kompakte riemannsche Flächen vom Geschlecht {\displaystyle g\geq 1} stets Mittag-Leffler-Verteilungen konstruieren, die nicht lösbar sind.